# つま恋ロマンスポルノ'11 〜ポルノ丸〜
『つま恋ロマンスポルノ'11 〜ポルノ丸〜』（つまごいロマンスポルノ'11 〜ポルノまる〜）はポルノグラフィティのライブビデオ。2011年12月21日、DVD、Blu-ray同時リリース。初回仕様（DVDのみ）は、スペシャルブックレット仕様。全16ページ。

## 概要
2011年9月10日・11日にヤマハリゾートつま恋多目的広場で開催されたライブ『つま恋ロマンスポルノ'11 〜ポルノ丸〜』から、9月11日公演の模様を収録。特典映像にはステージ裏ドキュメント「Behind the stage」が収録されている。
ポルノグラフィティにとって初めてのBlu-ray作品でもあり、DVDとBlu-rayが同時発売された。Blu-ray盤はDiscが1枚となっている。本作と同日に2007年から2011年にリリースされたライブDVD過去6作品のBlu-ray盤がリリースされた。
本公演では同年3月の東日本大震災を受け「東北にポルノ丸（船）を贈ろう！」という目標が掲げられた。これを達成するため、チャリティグッズ「ハンカチ」が作成され8,181,364円を集めた。チャリティグッズの収益金に、本公演と10月28日にZepp Sendaiで行われたライブ『東北ロマンスポルノ'11 〜ポルノ港〜』での義援金に加えた漁船購入資金は11,052,314円となった。2012年10月、漁船は「まるぽ丸」（実際は○内に「ぽ」の表記）と命名され宮城県漁協山元支所（宮城県山元町）へ寄贈された。

## 収録内容
Blu-ray版はDisc1枚である。

### DISC-1
1. 君は100%
2. NaNaNa サマーガール
3. Sheep 〜song of teenage love soldier〜
4. 狼
5. ヒトリノ夜
6. 空想科学少年
7. EXIT
8. ヴィンテージ
9. ROLL
10. マイモデル
11. グッバイサマー
12. 元素L
13. 黄昏ロマンス
14. メリッサ
15. Century Lovers
16. ワンモアタイム
17. DON'T CALL ME CRAZY
18. A New Day
19. Please say yes, yes, yes
20. ハネウマライダー
21. ミュージック・アワー
22. アゲハ蝶

### DISC-2
アンコール
1. ネガポジ
2. ジレンマ
3. ∠RECEIVER

### 特典映像
1. Behind the stage
ライブ当日のステージ裏ドキュメント。BGMは「マイモデル」。ポルノグラフィティのライブにしては珍しく快晴で、両日ともに30度を超える猛暑日であったため岡野が「覚悟しとかんと」というコメントをしている。

## サポートメンバー
- 野崎真助（ドラムス）
- 野崎森男（ベース）
- 宗本康兵（キーボード）
- NAOTO（ヴァイオリン）
- nang-chang（マニピュレート）
- G-Rockets（アクロバットダンス）
- つま恋ダンサーズ（ダンス）

演出参加
- Obelisk（トライク）

キャラクター
- ボーダー・D・横島（BODY）（ライヴ・ナビゲーター）